# Monumento a Rius y Taulet
El monumento a Rius y Taulet es una obra escultórica situada en el Paseo de Lluís Companys de Barcelona, en el Distrito de Ciudad Vieja. Está dedicado al abogado y político Francisco de Paula Rius y Taulet, alcalde de Barcelona y principal impulsor de la Exposición Universal de 1888. El monumento está considerado como Bien Cultural de Interés Local (BCIL) en el Inventario del Patrimonio Cultural catalán con el código 08019/1117.

## Historia y descripción

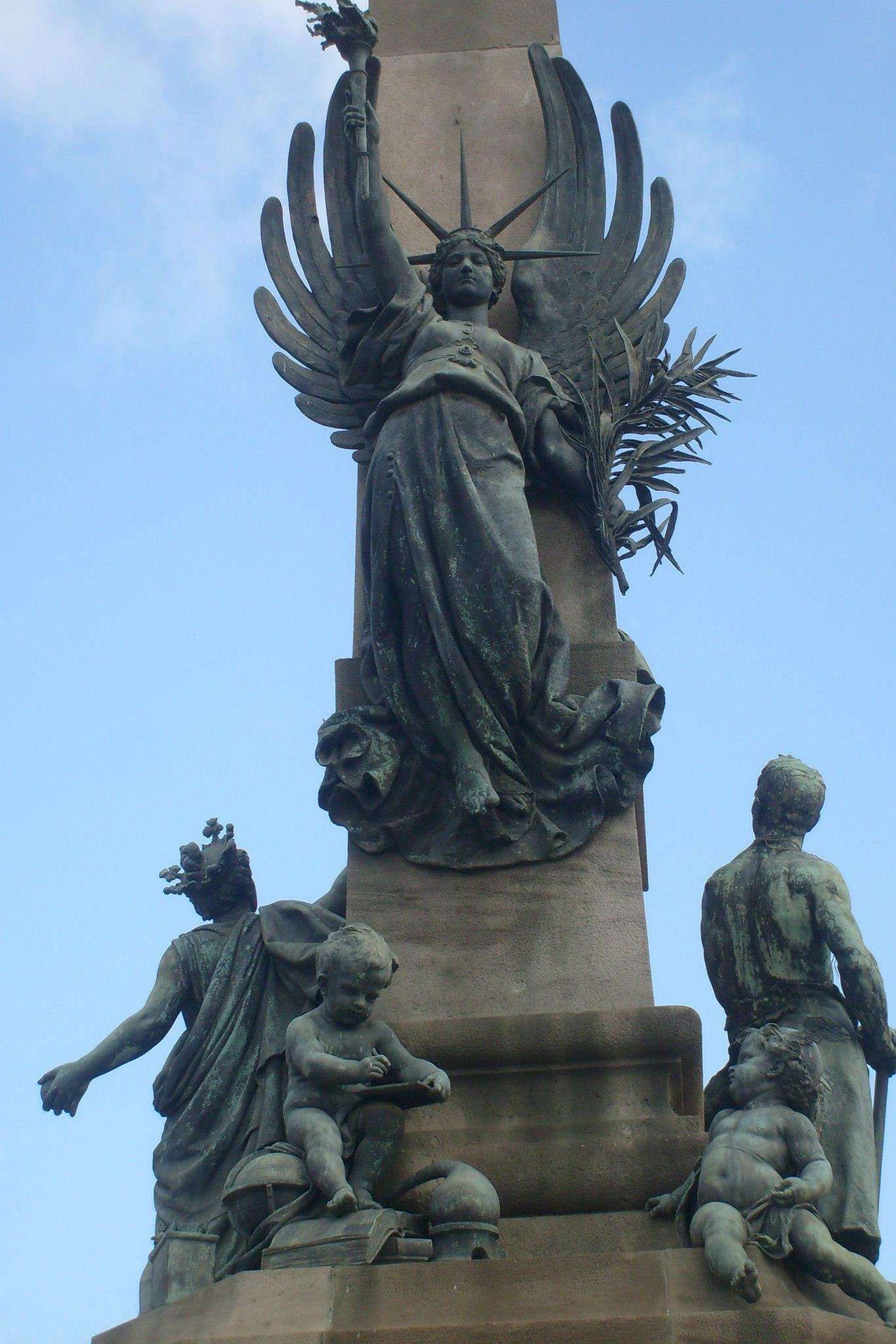
Parte posterior con la fama alada.

La idea de erigir un monumento al alcalde surgió en 1896, año en el que se organizó un concurso que ganó el escultor Manuel Fuxá, en conjunción con el arquitecto Pedro Falqués, autor del pedestal y el obelisco. También intervino Eusebi Arnau, autor de la figura de Barcelona. El lugar elegido para su emplazamiento fue el Salón de San Juan —actual Paseo de Lluís Companys—, frente al Parque de la Ciudadela, lugar donde se celebró la Exposición de 1888 que promovió Rius y Taulet. La primera piedra se colocó el 26 de septiembre de 1897, y las obras duraron cuatro años, inaugurándose el 17 de septiembre de 1901.
El monumento consta de un pedestal, en cuyos cuatro costados figuran sendos escudos de bronce que representan cuatro de los principales proyectos impulsados por el alcalde: el Parque de la Ciudadela, la Exposición Universal de 1888, el Monumento a Colón y la Gran Vía de las Cortes Catalanas. De la base surge un obelisco donde figura el busto del alcalde, rodeado de dos figuras, una alegoría del Trabajo y otra de Barcelona. Esta última le ofrece una rama de laurel, símbolo de la inmortalidad. En la parte posterior se encuentra una fama alada, que lleva una antorcha en una mano y una rama de palma en la otra, símbolo de la victoria y de la fama. Esta figura mira hacia el Arco de Triunfo, construido como entrada a la Exposición. También hay tres pequeños genios que simbolizan la Industria, la Ciencia y el Arte. El monumento lleva además la inscripción: 

«A Rius y Taulet, con ilustrada iniciativa y actitud incansable protegió la industria y enalteció las ciencias y las artes, realizó en España la primera Exposición Universal celebrada en Barcelona MDCCCLXXXVIII, siendo alcalde de Barcelona alcanzó para la ciudad prosperidad y renombre».